# Mazda Biante
La Mazda Biante (マツダ·ビアンテ (Matsuda Biante?)) è un'autovettura prodotta dalla casa automobilistica giapponese Mazda dal 2008 al 2018. 

## Descrizione
La Mazda Biante si posiziona tra la più piccola Mazda 5 e la più grande Mazda MPV. Il nome Biante deriva dalla parola inglese "ambient".
All'abitacolo si accede attraverso due porte scorrevoli e all'interno sono presenti otto sedili scorrevoli con rivestimenti idrorepellenti. Il design esterno è caratterizzato principalmente da ampie superfici vetrate.
Sono disponibili due motori a benzina ad iniezione diretta con cilindrata da 2,0 e 2,3 litri abbinata alla trazione anteriore o in opzione a quella integrale.